# US Open 1997 (tennis, gemengddubbel)
Op het US Open 1997 speelden de vrouwen en mannen in het gemengd dubbelspel van 27 augustus tot en met 7 september 1997.

## Samenvatting
Titelverdedigers Lisa Raymond en Patrick Galbraith waren het eerste reekshoofd. Zij bereikten de halve finale, waarin zij werden uitgeschakeld door Mercedes Paz en Pablo Albano.
Het als vijfde geplaatste Nederlands/Amerikaanse duo Manon Bollegraf en Rick Leach won het toernooi. Zij versloegen in de finale het ongeplaatste Argentijnse koppel Mercedes Paz en Pablo Albano in drie sets, met een tiebreak in de laatste set. Het was hun tweede gezamenlijke titel. Bollegraf had daarnaast al twee eerdere gemengd-dubbelspeltitels met een andere partner; Leach ook twee.

### Nederlandse en Belgische deelnemers
Acht Nederlanders speelden mee:
- Manon Bollegraf en Amerikaan Rick Leach, als vijfde geplaatst, wonnen het toernooi.
- Brenda Schultz en haar Amerikaanse partner Luke Jensen bereikten de halve finale, waarin zij verloren van de latere winnaars.
- Menno Oosting speelde samen met Yayuk Basuki uit Indonesië – zij waren het zevende reekshoofd, en bereikten de tweede ronde.
- Kristie Boogert en Donald Johnson (VS) kwamen niet voorbij de eerste ronde.
- Ook voor Miriam Oremans en Hendrik Jan Davids viel het doek na de eerste ronde.
- Caroline Vis en Fernon Wibier hadden eveneens de eerste ronde als eindstation.

Er waren twee Belgische deelnemers:
- Els Callens en Piet Norval (Zuid-Afrika) bereikten de tweede ronde, waarin zij niet opgewassen waren tegen het tweede reekshoofd Fernández/Ferreira.
- Libor Pimek, met de Argentijnse Patricia Tarabini aan zijn zijde, moest in de eerste ronde de duimen leggen voor zijn landgenote Callens en haar partner Norval.

## Geplaatste teams
| Nr. | Team                            | Resultaat    | Uitgeschakeld door         |    | Nr.                         | Team         | Resultaat                       | Uitgeschakeld door |
| --- | ------------------------------- | ------------ | -------------------------- | -- | --------------------------- | ------------ | ------------------------------- | ------------------ |
| 1.  | Lisa Raymond Patrick Galbraith  | halve finale | Mercedes Paz Pablo Albano  | 5. | Manon Bollegraf Rick Leach  | winnaars     | winnaars                        |                    |
| 2.  | Gigi Fernández Ellis Ferreira   | kwartfinale  | Brenda Schultz Luke Jensen | 6. | Helena Suková Cyril Suk     | tweede ronde | Mercedes Paz Pablo Albano       |                    |
| 3.  | Larisa Neiland Andrej Olchovski | kwartfinale  | Mercedes Paz Pablo Albano  | 7. | Yayuk Basuki Menno Oosting  | tweede ronde | Jelena Lichovtseva Jeff Tarango |                    |
| 4.  | Nathalie Tauziat Daniel Nestor  | kwartfinale  | Manon Bollegraf Rick Leach | 8. | Rika Hiraki Mahesh Bhupathi | eerste ronde | Katrina Adams Andrew Florent    |                    |

## Toernooischema
| Legenda | Legenda                  |
| ------- | ------------------------ |
| Q       | Qualifier                |
| WC      | Deelname via wildcard    |
| LL      | Lucky Loser              |
| r       | Opgave / trok zich terug |
| w/o     | Walk-over                |
| Alt     | Alternate                |
| SE      | Special Exempt           |
| PR      | Protected Ranking        |
| d       | Diskwalificatie          |

### Finale
| finale |                            |   |   |    |
|        |                            |   |   |    |
|        | Mercedes Paz Pablo Albano  | 6 | 5 | 63 |
| 5      | Manon Bollegraf Rick Leach | 3 | 7 | 7  |

### Bovenste helft
| eerste ronde | eerste ronde                       | eerste ronde | eerste ronde | eerste ronde |  |   | tweede ronde                       | tweede ronde                    | tweede ronde | tweede ronde | tweede ronde |  |  | kwartfinale | kwartfinale                     | kwartfinale | kwartfinale | kwartfinale |  |  | halve finale | halve finale                   | halve finale | halve finale | halve finale |
|              |                                    |              |              |              |  |   |                                    |                                 |              |              |              |  |  |             |                                 |             |             |             |  |  |              |                                |              |              |              |
| 1            | Lisa Raymond Patrick Galbraith     | 7            | 4            | 6            |  |   |                                    |                                 |              |              |              |  |  |             |                                 |             |             |             |  |  |              |                                |              |              |              |
|              | Inés Gorrochategui Luis Lobo       | 5            | 6            | 3            |  |   | 1                                  | Lisa Raymond Patrick Galbraith  | 6            | 4            | 6            |  |  |             |                                 |             |             |             |  |  |              |                                |              |              |              |
|              | Kristie Boogert Donald Johnson     | 63           | 2            |              |  |   | Nana Miyagi Aleksandar Kitinov     | 3                               | 6            | 3            |              |  |  |             |                                 |             |             |             |  |  |              |                                |              |              |              |
|              | Nana Miyagi Aleksandar Kitinov     | 7            | 6            |              |  |   |                                    |                                 |              |              |              |  |  | 1           | Lisa Raymond Patrick Galbraith  | 7           | 6           |             |  |  |              |                                |              |              |              |
| WC           | Lori McNeil T.J. Middleton         | 64           | 2            |              |  |   |                                    |                                 |              |              |              |  |  |             | Jelena Lichovtseva Jeff Tarango | 5           | 3           |             |  |  |              |                                |              |              |              |
|              | Jelena Lichovtseva Jeff Tarango    | 7            | 6            |              |  |   |                                    | Jelena Lichovtseva Jeff Tarango | 6            | 5            | 6            |  |  |             |                                 |             |             |             |  |  |              |                                |              |              |              |
|              | Miriam Oremans Hendrik Jan Davids  | 6            | 3            | 5            |  | 7 | Yayuk Basuki Menno Oosting         | 3                               | 7            | 2            |              |  |  |             |                                 |             |             |             |  |  |              |                                |              |              |              |
| 7            | Yayuk Basuki Menno Oosting         | 3            | 6            | 7            |  |   |                                    |                                 |              |              |              |  |  |             |                                 |             |             |             |  |  | 1            | Lisa Raymond Patrick Galbraith | 4            | 6            |              |
| 3            | Larisa Neiland Andrej Olchovski    | 6            | 7            |              |  |   |                                    |                                 |              |              |              |  |  |             |                                 |             |             |             |  |  |              | Mercedes Paz Pablo Albano      | 6            | 7            |              |
| WC           | Lilia Osterloh Bob Bryan           | 0            | 62           |              |  |   | 3                                  | Larisa Neiland Andrej Olchovski | 6            | 6            |              |  |  |             |                                 |             |             |             |  |  |              |                                |              |              |              |
|              | Anna Koernikova Mark Philippoussis | 6            | 6            |              |  |   | Anna Koernikova Mark Philippoussis | 3                               | 3            |              |              |  |  |             |                                 |             |             |             |  |  |              |                                |              |              |              |
|              | Debbie Graham Jim Grabb            | 4            | 3            |              |  |   |                                    |                                 |              |              |              |  |  | 3           | Larisa Neiland Andrej Olchovski |             |             |             |  |  |              |                                |              |              |              |
|              | Mercedes Paz Pablo Albano          | 6            | 6            |              |  |   |                                    |                                 |              |              |              |  |  |             | Mercedes Paz Pablo Albano       | w           | /           | o           |  |  |              |                                |              |              |              |
|              | Linda Wild Neil Broad              | 3            | 4            |              |  |   |                                    | Mercedes Paz Pablo Albano       | 7            | 6            |              |  |  |             |                                 |             |             |             |  |  |              |                                |              |              |              |
|              | Anke Huber Joshua Eagle            | 1            | r            |              |  | 6 | Helena Suková Cyril Suk            | 65                              | 3            |              |              |  |  |             |                                 |             |             |             |  |  |              |                                |              |              |              |
| 6            | Helena Suková Cyril Suk            | 4            |              |              |  |   |                                    |                                 |              |              |              |  |  |             |                                 |             |             |             |  |  |              |                                |              |              |              |